# SPS-Magazin
Das SPS-Magazin ist eine deutsche Fachzeitschrift für Automatisierungstechnik. Sie wird vom TeDo Verlag in Marburg herausgegeben. Zielgruppe des Magazins sind Verantwortungsträger der Branche. Mit einer Auflage von etwa 26.000 Exemplaren ist es eine der führenden Fachzeitschriften in der Automatisierung.